# Enjō-ji

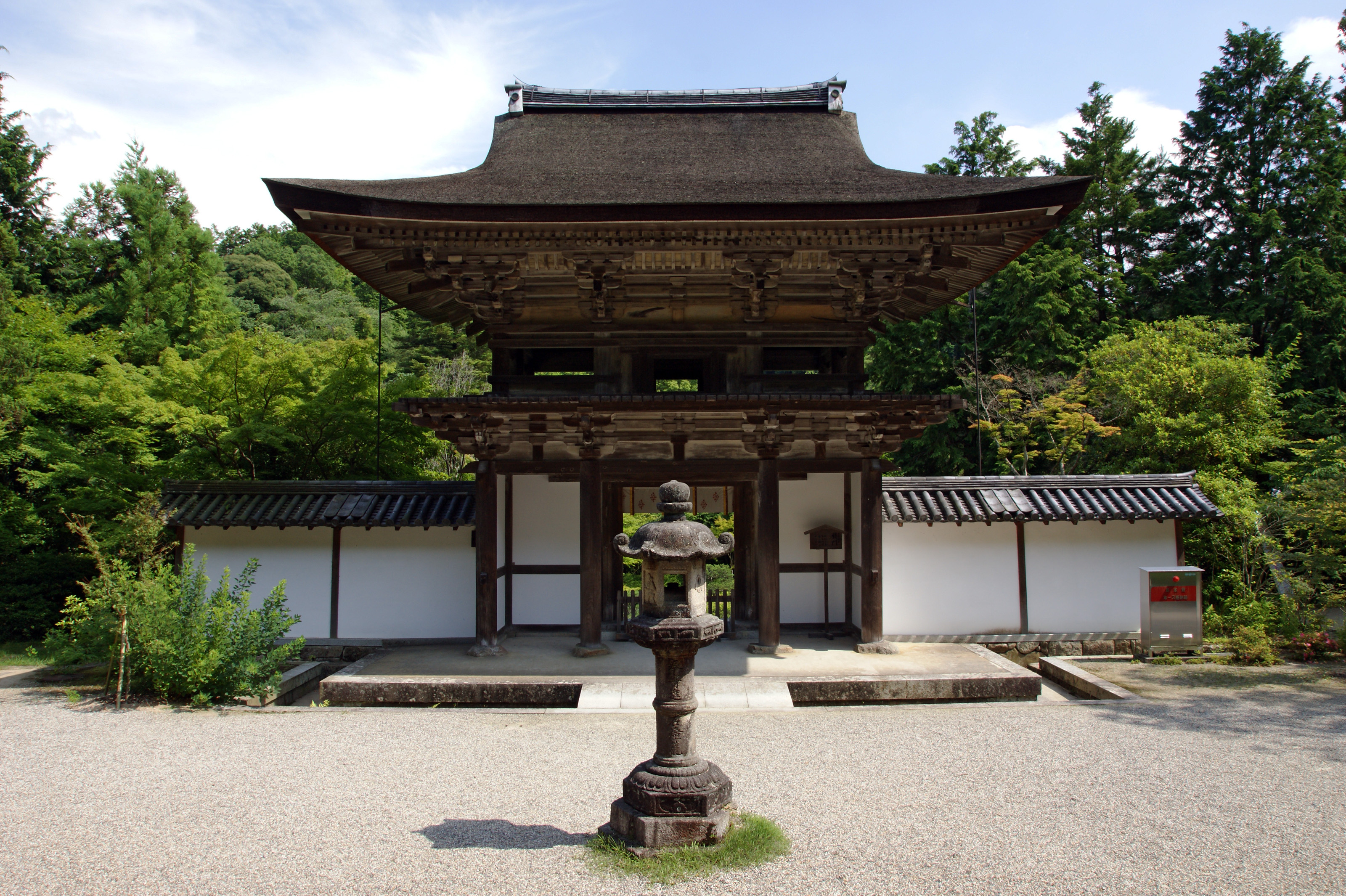
Porte à un étage (1468), bien culturel important.

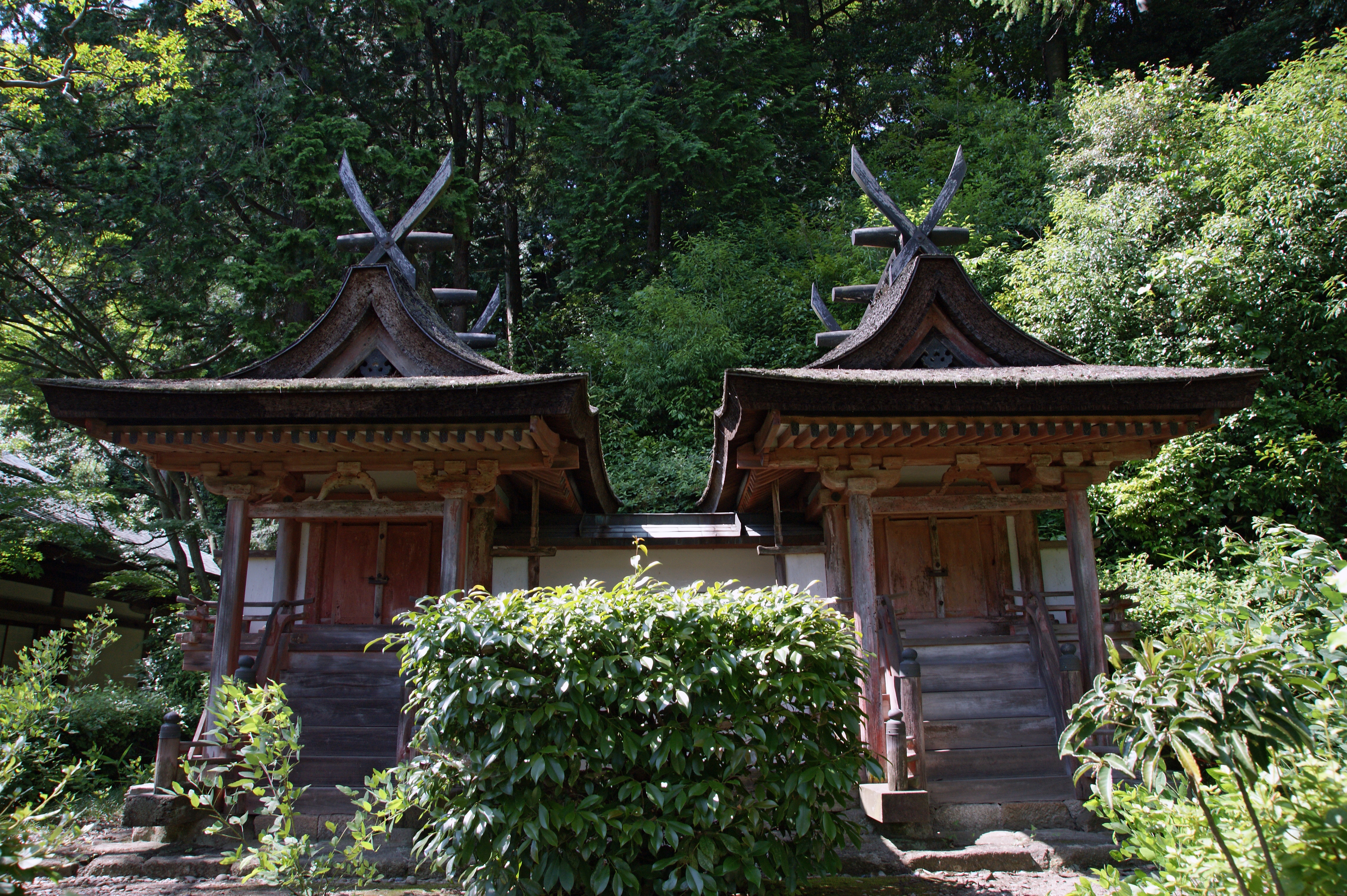
Sanctuaires Kasugadō et Hakusandō (1277-1278), tous deux trésor national.

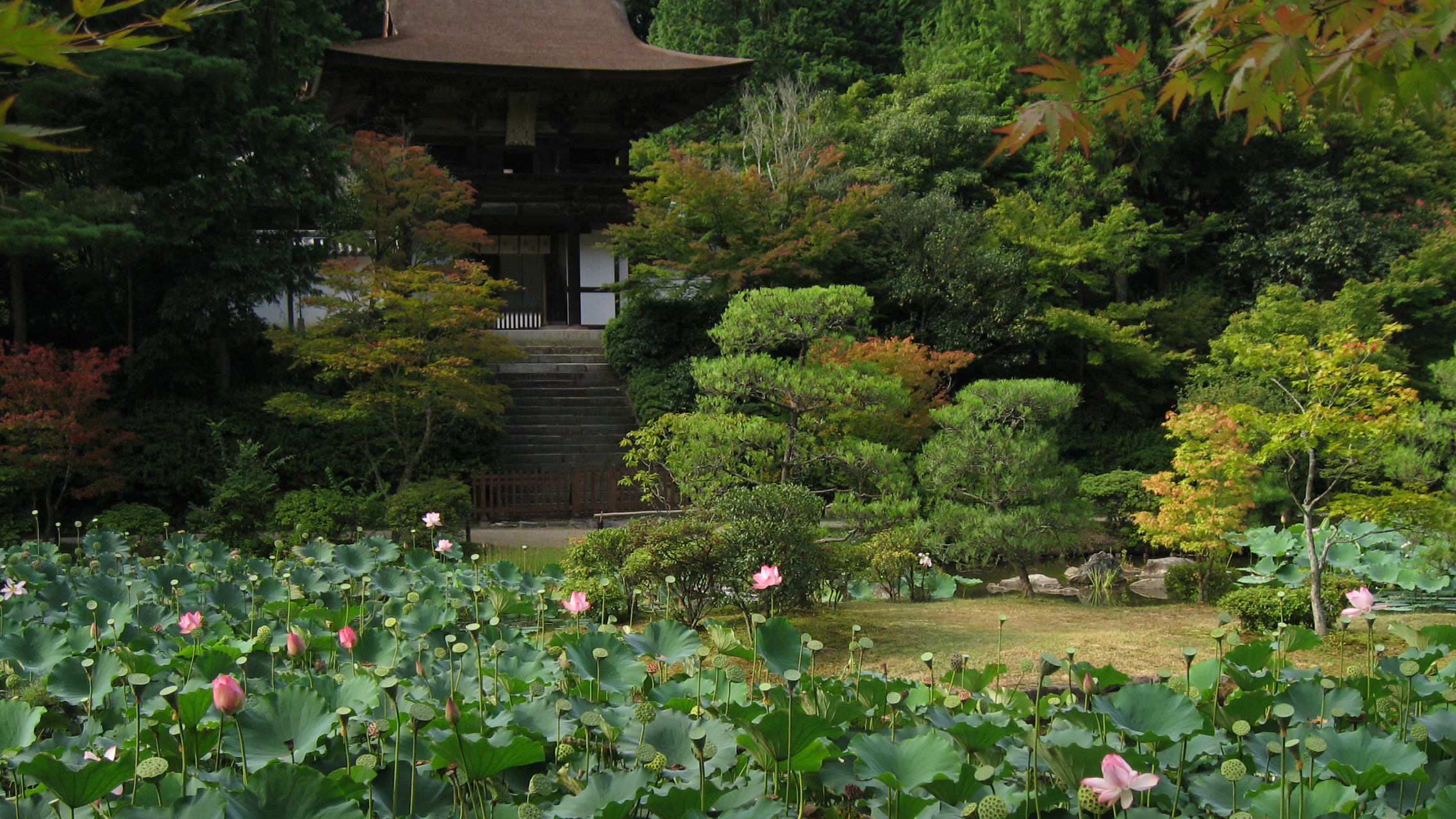
« Jardins du Paradis », fin de l'époque de Heian, « site remarquable ».

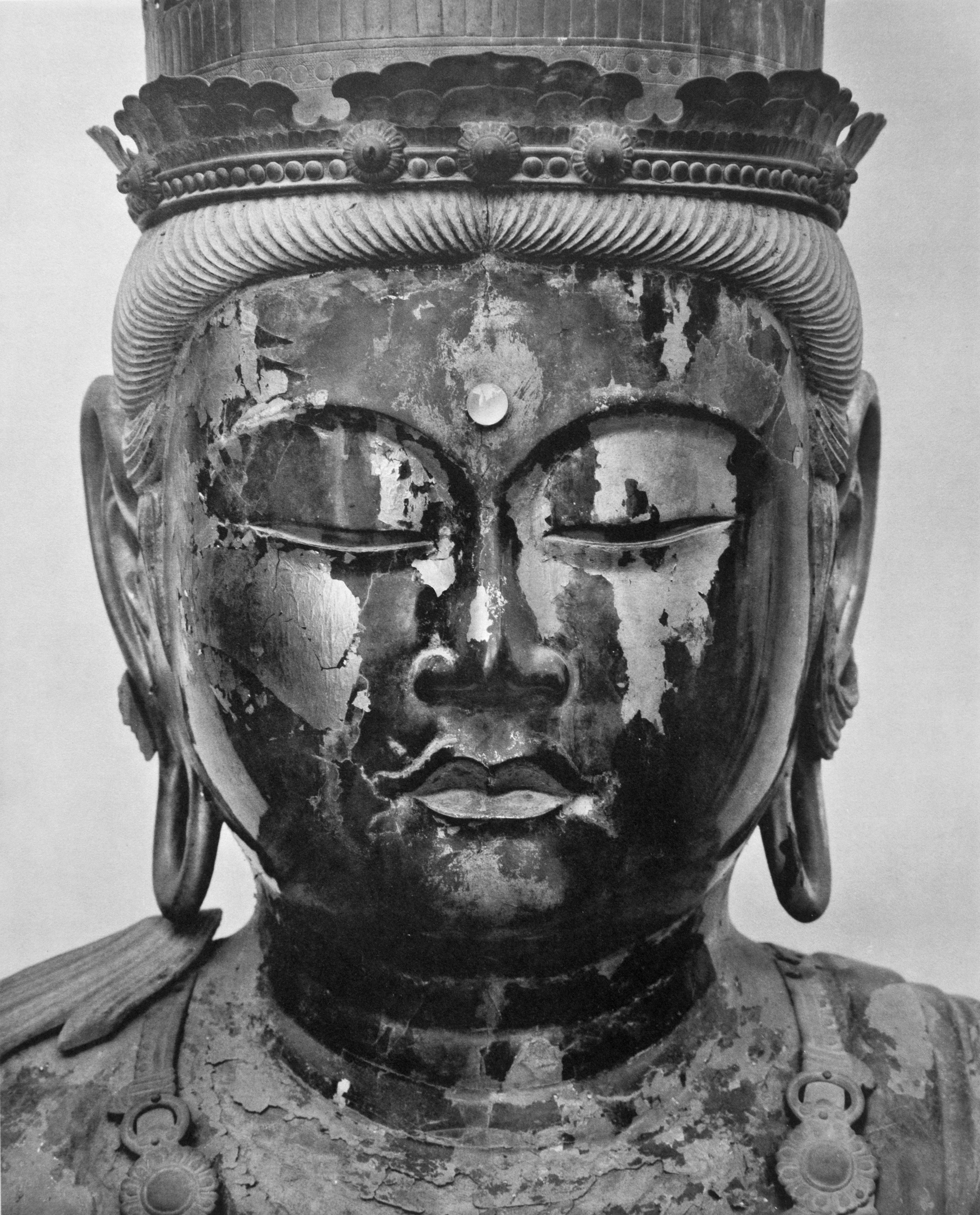
Dainichi Nyorai par Unkei (1176), trésor national.

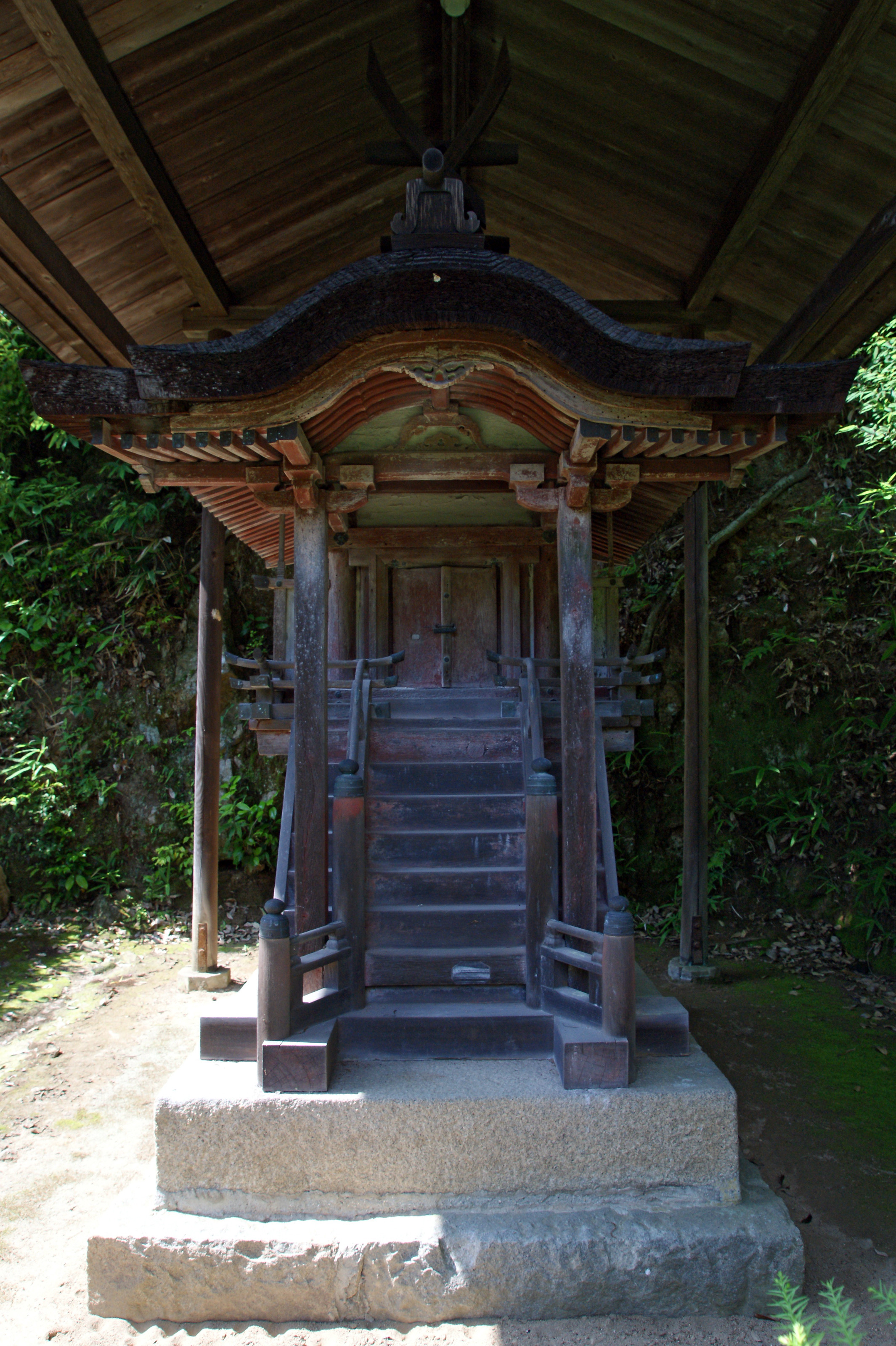
Honden de Ugajin, époque de Kamakura, bien culturel important.

L'Enjō-ji (円成寺) est un temple bouddhiste shingon situé au nord-est de Nara au Japon. Quelques-uns de ses bâtiments et images ont été classés trésor national et bien culturel important, et ses jardins de la fin de l'époque de Heian sont répertoriés « site remarquable ».

## Histoire
L'Enjō-ji aurait été fondé en 756 par un prêtre chinois qui accompagnait Ganjin au Japon. Le temple a été agrandi au cours des périodes Heian et Muromachi. La guerre d'Ōnin a occasionné beaucoup de dégâts et des pertes supplémentaires sont survenues pendant l'ère Meiji et après,.
En décembre 1682, c'est au Enjō-ji que se réfugie la famille de Yaoya Oshichi pour se mettre à l'abri d'un grand incendie qui ravage la ville d'Edo et c'est dans ce temple qu'elle rencontre le garçon dont elle tombe amoureuse.

## Bâtiments
La porte à un étage de 1468 et le hon-dō de 1472 sont tous deux biens culturels importants,. Le tahōtō original est perdu et a été remplacé par une réplique moderne.
Le site comprend un certain nombre de sanctuaires shinto. Les baies uniques Kasugadō et Hakusandō de 1227 et 1228 sont les plus anciens exemples du style kasuga-zukuri et proviendraient de Kasuga Taisha quand celui-ci a été reconstruit. Les deux constructions ont été classées trésor national en 1953,. Le honden du sanctuaire de Ugajin datant de la fin de l'époque de Kamakura est un bien culturel important. 

## Trésors
Dans le tahōtō se trouve une statue en bois de Dainichi Nyorai assis (木造大日如来坐像) (1176) par Unkei. Fait de bois de cyprès du Japon selon la technique dite yoseki-zukuri, elle est dorée sur une couche de laque et possède des yeux de cristal. Elle a été classée trésor national en 1920. Le hon-dō abrite une statue en bois d'Amida Nyorai assis (木造阿弥陀如来坐像) de l'époque de Heian, entouré de statues en bois des quatre rois célestes (木造四天王立像) de l'époque de Kamakura, tous biens culturels importants,. Les autres images comprennent Jūichimen Kannon de 1026, un prince enfant de 1309 désigné propriété culturelle préfectorale, un Fudō Myōō de l'époque Nanboku-chō et un Yakushi Nyorai doré. Le gorintō de 1321 est également classé bien culturel important.

## Jardins
Les jardins du temple représentent un rare exemple de « jardins du paradis » du bouddhisme de la Terre pure de la fin de l'époque de Heian et sont classés sur la liste des « sites remarquables » en 1973.

## Source de la traduction
- (en) Cet article est partiellement ou en totalité issu de l’article de Wikipédia en anglais intitulé « Enjō-ji » (voir la liste des auteurs).